# 佐村河内守
佐村河内 守（1963年9月21日—），日本作曲家。因谎称自己失聪仍坚持作曲，曾一度被譽為「日本貝多芬」。2014年2月4日，佐村河內守由律師代表提出聲明，承認自1996年開始請友人代為寫作樂曲，引起輿論譁然。其名字第一眼看似是古代的百官名武士一般的「佐村 河內守」（さむら　かわちのかみ），引起熟識古代日本的網友討論。但實際上「佐村河内」是一個單一姓氏。

## 生平
佐村河內守生於廣島縣佐伯郡五日市町（現廣島市佐伯區），父母均為廣島原子弹爆炸被爆者，因為母親英才教育的理念，4歲開始學習彈鋼琴，10歲開始自學作曲。
1981年，畢業於廣島市崇德高校，獨自到東京都學習現代音樂。出現不明原因的偏頭痛，聽力狀況變差。
1996年，為電影《秋櫻》配樂。因耳朵狀況變差，左耳失去聽力。
1998年，35歲時完全失聰。製作電玩遊戲《鬼武者》配樂，開始聲名大噪。隨後，由於《惡靈古堡》等電玩遊戲採用他創作的古典樂曲作為配樂，而使他在1990年代迅速成名。
2001年，《時代雜誌》採訪佐村河內守，稱他是數位時代的貝多芬。
2003年秋，完成悼念廣島原爆罹難者的《第一號交響曲“廣島”》（HIROSHIMA）。
2005年8月，完成《第二號交響曲》。
2008年9月1日，於「廣島致世界G8高峰會周年紀念音樂會」上，由廣島交響樂團於廣島市廣島厚生年金會館首演其第一號交響曲第一及第三樂章。同年，獲頒廣島市民獎（後被收回）。《广岛》交响曲的CD唱片于2011年作为日本哥伦比亚唱片公司百年庆典的一部分发行。
2013年3月31日，《NHK特集》播出紀錄片《靈魂的旋律：失聪音乐家》，介紹佐村河內守。該片記錄佐村河內守在受到311大地震海嘯侵襲的東北地方探視生還者及失去親人的人，他在影片中與一名因災難喪母的小女孩互動，為小女孩譜寫安魂曲；事後觀眾大批蜂擁購買他的《廣島》交响曲，使本曲成為歌頌災區重建的振奮人心音樂，因此獲得非正式的「希望交響曲」之名。4月26日，TBS電視《中居大師說》播出佐村河內守特集。

## 争议
2013年6月，杂志《Aera》的记者到佐村河内守于横滨的家中采访时，发现了几处与其声称的耳聋情况不一致的地方，包括在手语翻译未结束便能作出回应，以及门铃响时能起身应门。该采访并未发表。
10月，新潮社發行的月刊《新潮45》2013年11月號率先質疑佐村河內守沒聾。
2014年2月4日，佐村河內守由律師代表提出聲明，承認自1996年開始請友人代為寫作樂曲，但結構及意象是由他構想；在1996年後，約一半的作品是由友人代寫，包括他的第一號交響曲。
2月5日，桐朋學園大學教授新垣隆發表聲明，宣稱這些樂曲由他代寫；同月6日，新垣隆並說，佐村河內守並非完全沒有聽力，而佐村河內守的律師折本和司則在接受東京電視台採訪時表示「佐村河內沒有聽力」。
3月7日，佐村河內守召開記者會，承認自2010年左右，他的聽力開始逐步恢復，已將殘障手冊交回，但因為聽到的聲音仍是怪聲，仍需要仰賴手語溝通。佐村河內守否認新垣隆指控他完全沒參與作曲，宣稱他在作曲前會先與新垣隆討論作曲方向。
2016年，名導森達也推出紀錄片《貝多芬的謊言》，他在片中親訪佐村河内守，揭示事件真相。佐村河内守親自交出醫學證明，證實自己聽力確有障礙，旁人只能以手語以其溝通。同時，他也親自展示了自己與新垣隆溝通作曲的信件，並當場展現了他的作曲能力。佐村河内守在片中埋怨自己遭受媒體惡意修理，當事實證明新垣隆的證詞多屬謊言後，卻幾乎沒有新聞報刊願意為其澄清。